# Дорош Орест Васильович
Орест Васильович Дорош (нар. 30 червня 1971) — український футболіст, що грав на позиції півзахисника. Відомий насамперед виступами за українські футбольні клуби «Прикарпаття» та «Волинь», а також латвійські клуби вищого дивізіону «Дінабург», «Юрмала» та «Рига».

## Клубна кар'єра
Орест Дорош розпочав заняття футболом у Івано-Франківській міській ДЮСШ. Футбольну кар'єру розпочав у аматорській команді «Бескид» з Надвірної. Першою професійною командою молодого футболіста став чортківський «Кристал», у якому Орест Дорош виступав у першій половині сезону 1993—1994 років у першій лізі. З початку 1994 року до кінця 1996 року грав у друголіговому «Хутровику». З початку 1997 року розпочав виступи у луцькій «Волині», яка у цьому сезоні займала лідируючі позиції у турнірі першої ліги та реально претендувала на повернення до вищої ліги. До закінчення сезону Дорош зіграв 14 матчів у луцькій команді, та відзначився 1 забитим м'ячем. Щоправда, «Волинь» у цьому сезоні зайняла лише 4 місце, і команді не вдалось повернутись до вищої ліги у зв'язку із нестачею коштів. наступного сезону клуб вимушений був продати своїх лідерів — Гапона і Тимощука, та зайняв лише 9 місце у лізі. Орест Дорош став гравцем основи клубу, і зіграв 36 матчів у чемпіонаті. Наступного сезону справи у луцького клубу пішли ще гірше, команда зайняла 14 місце в лізі та ледве врятувалась від вильоту до другої ліги. Дорош зіграв за сезон лише 22 матчі, та вирішив змінити клуб. Наступним клубом Ореста Дороша став латвійський «Дінабург», у якому граючим тренером був земляк Дороша Роман Григорчук. У команді з Даугавпілса Дорош відіграв майже 4 роки, зіграв 77 матчів у найвищому латвійському дивізіоні, був капітаном команди. У складі латвійської команди грав у Кубку УЄФА, та відзначився 1 забитим м'ячем у ворота суперників «Динабурга». у кінці 2003 року повернувся в Україну, нетривалий час до кінця року грав за аматорський клуб з Івано-Франківська «Тепловик». На початку 2004 року нетривалий час грав у івано-франківському «Спартаку» та його фарм-клубі, який на той час базувався у Калуші. У середині 2004 року знову відбув до латвійського чемпіонату, в якому спочатку відіграв три сезони у клубі «Юрмала» з однойменного міста, а у сезоні 2007 року грав за клуб із столиці Латвії — «Рига». у столичній команді Орест Дорош став бронзовим призером чемпіонату Латвії. Після закінчення сезону 2007 року Дорош повернувся в Україну, і надалі грав за аматорські команди Івано-Франківської області — «Цементник» (Ямниця), «Княгинин», «Гуцульщина» (Косів), «Кремінь» (Пістинь). у 2009 році нетривалий час працював асистентом головного тренера «Прикарпаття» Сергія Пташника.